# Aloe ballii
Aloe ballii är en grästrädsväxtart som beskrevs av Gilbert Westacott Reynolds. Aloe ballii ingår i släktet Aloe och familjen grästrädsväxter. IUCN kategoriserar arten globalt som starkt hotad.

## Underarter
Arten delas in i följande underarter:
- A. b. ballii
- A. b. makurupiniensis

## Bildgalleri

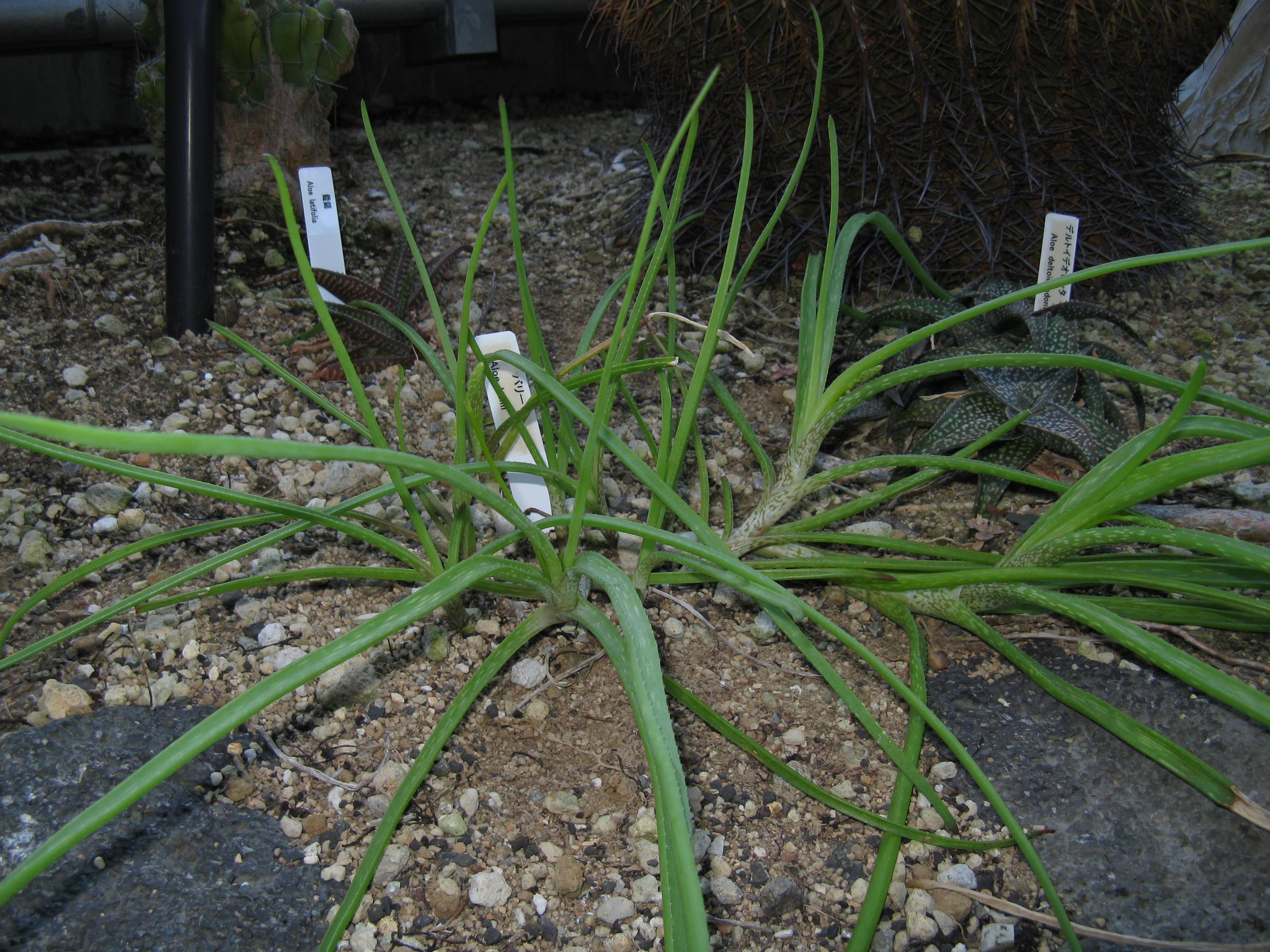
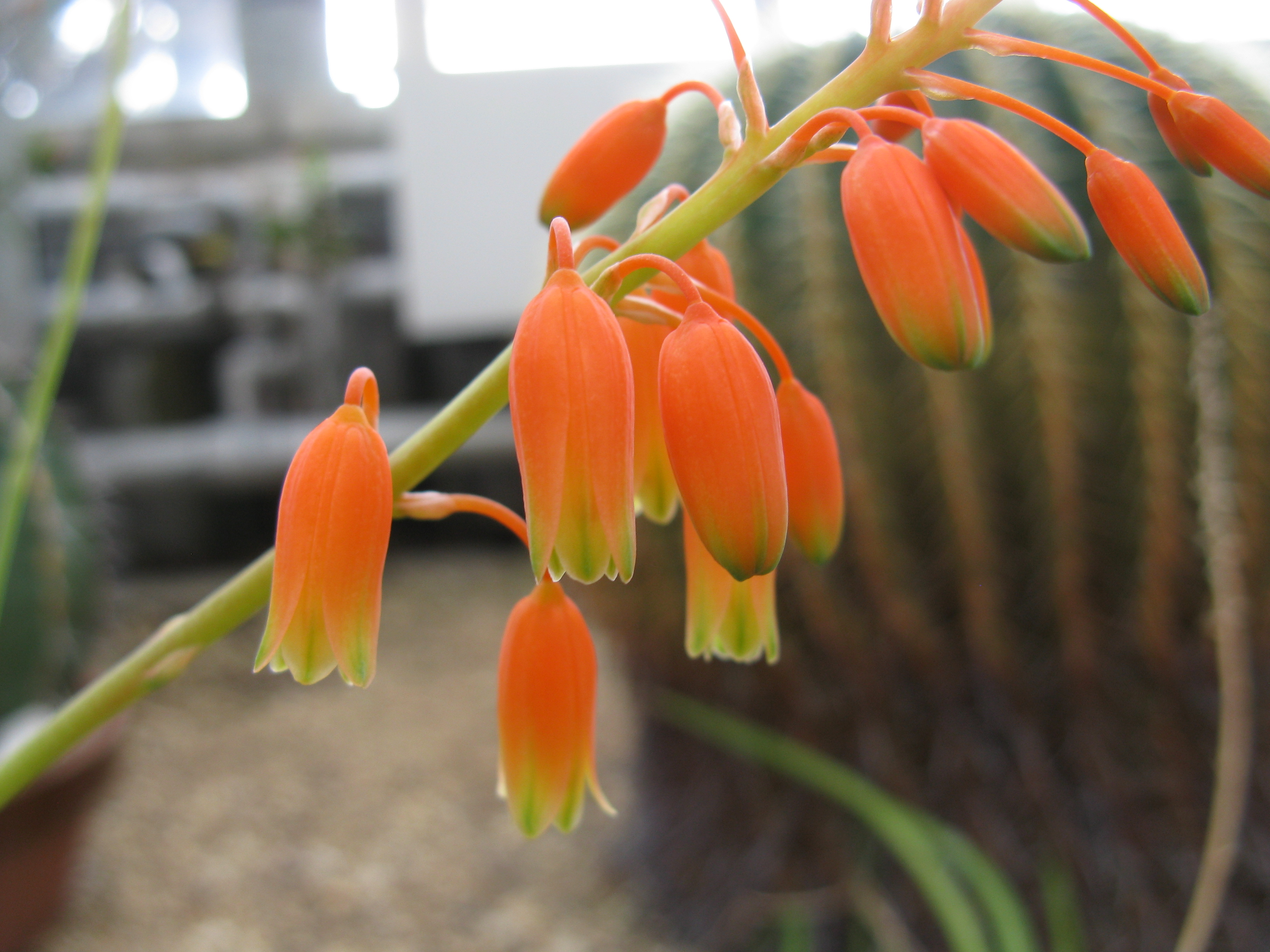